# Żołnierz zwycięstwa
Żołnierz zwycięstwa – polski film biograficzny o życiu generała Karola Świerczewskiego z 1953 roku, w reżyserii Wandy Jakubowskiej. Okres zdjęciowy filmu rozpoczął się w sierpniu 1951. Film kręcono w Lwówku Śląskim, Łodzi, Rudzie Pabianickiej, Wrocławiu, Strzelinie, Inowłodziu i w okolicach Tomaszowa Mazowieckiego.

## Opis fabuły
Film opowiada o życiu generała Karola Świerczewskiego, idealizując jego osobę. Film składa się z dwóch części, część pierwsza przedstawia pierwsze 40 lat jego życia, tj. od rewolucji 1905 roku aż do zwycięstwa nad hitlerowcami pod Moskwą, natomiast część druga – tworzenie Armii Wojska Polskiego, wyzwolenie Warszawy, a wreszcie śmierć generała w Bieszczadach.

## Obsada
- Józef Wyszomirski – Karol Świerczewski
- Karol Wargin – Karol Świerczewski w latach dziecięcych
- Jacek Woszczerowicz – Włodzimierz Lenin
- Kazimierz Wilamowski – Józef Stalin
- Gustaw Holoubek – Feliks Dzierżyński
- Józef Kozłowski – Bolesław Bierut
- Rafał Kajetanowicz – Konstanty Rokossowski
- Stefan Śródka – Stefan Pawłowski
- Barbara Drapińska – Wala, córka Pawłowskiego
- Tadeusz Schmidt – major Bronisław Bień
- Kazimierz Meres – Władek Wróblewski
- Jerzy Pietraszkiewicz – generał Nikołaj Gusiew
- Stanisław Żeleński – generał Juan Gonzales
- Tadeusz Łomnicki – żołnierz pochodzący z Mogiły
- Barbara Rachwalska – mamka Diany von Ballen
- Mieczysław Baczewski – Adolf Hitler (nie występuje w napisach)
- Alicja Raciszówna – urzędniczka MON